# ゴーマニズム宣言スペシャル AKB48論
ゴーマニズム宣言スペシャル AKB48論（ゴーマニズムせんげんスペシャル AKB48ろん）とは2013年9月26日に幻冬舎から出版された書籍の名称。著者は小林よしのりであり、ゴーマニズム宣言シリーズの一作である。内容はAKB48が現代日本にどのような影響を与えており、AKB48から現代日本の問題点を照射するという日本論の書き下ろし。小林よしのり自身もAKB48のファンということであり、そのような視点からAKB48そのものや各メンバーについて論じたり、実際にイベントを見に行ったりメンバーと遭遇した出来事などの感想が書かれている。
AKB48の公式サイトによると、この書籍もAKB48グッズの一つとのことであり、イベントの会場でも発売されるとのこと。
指原莉乃はこの書籍を読んだとのことであり、内容は自身に対する批判的であったものの10月14日に自身のGoogle+におもしろかったと褒めるコメントをした。大島優子もこの書籍を読んだとのことであり、10月7日に自身のブログに面白かったとコメントした。

## 書誌情報
- 『ゴーマニズム宣言SPECIAL AKB48論』幻冬舎、2013年9月 ISBN 978-4-3440-2453-3